# 판관 (관직)
판관(判官)은 한국과 중국에서 사용하던 관직이다. 한국의 경우 신라부터 사용해 고려, 조선에서도 사용되었다. 시대에 따라 그 역할이 변했지만 주된 업무는 관아의 행정을 맡는 것이었다.